# ویلفرید هاید-وایت
ویلفرید هاید-وایت (انگلیسی: Wilfrid Hyde-White؛ ۱۲ مه ۱۹۰۳ – ۶ مهٔ ۱۹۹۱) هنرپیشه اهل انگلستان بود.

## گزیده فیلمشناسی
از فیلم‌ها یا برنامه‌های تلویزیونی که وی در آن نقش داشته‌است می‌توان به آثار زیر اشاره کرد.
- رامبرانت (۱۹۳۶)
- خیابان باند (۱۹۴۸)
- کوارتت (۱۹۴۸)
- توطئه‌چی (۱۹۴۹)
- مرد سوم (۱۹۴۹)
- آخرین تعطیلات (۱۹۵۰)
- باج‌گیری (۱۹۵۱)
- ورق (۱۹۵۲)
- اطلاعات طبقه‌بندی‌شده (فیلم ۱۹۵۲) (۱۹۵۲)
- اسکناس یک میلیون پوندی (۱۹۵۴)
- نیم‌تنه رنگارنگ (۱۹۵۴)
- خیانت (۱۹۵۴)
- مرز شمال غربی (۱۹۵۹)
- تهمت (۱۹۵۹)
- بیا عشق بورزیم (۱۹۶۰)
- آدا (۱۹۶۱)
- درباره فیدل (۱۹۶۱)
- منطقه نیمه‌روشن (۱۹۶۳)
- بانوی زیبای من (۱۹۶۴)
- ده سرخ‌پوست کوچولو (۱۹۶۵)
- مأموریت: غیرممکن (۱۹۶۷)
- دنیل بون (۱۹۶۸)
- مسیحی جادویی (۱۹۶۹)
- گربه و قناری (۱۹۷۹)
- زانادو (۱۹۸۰)
- تارزان مرد گوریلی (۱۹۸۱)
- اسباب‌بازی (۱۹۸۲)